# 铁梁桥
铁梁桥是一座位于中华人民共和国山西省忻州市忻府区庄磨镇连寺沟村西的石桥，可能建于金、元时期，2007年入选忻州市文物保护单位，是忻州市忻府区（原忻县）唯一留存的古桥。铁梁桥是一座单孔平桥，券面、栏板、望柱刻有浮雕，券面和望柱上分别刻有元代、明代的题记，桥头有石狮和盘龙柱。2019年，忻府区拨款逾157万人民币修缮此桥。修缮工程使得此桥形态巨变，引发外界关注。

## 历史
铁梁桥始建年代不详。第三次全国文物普查材料称，铁梁桥现存结构为金、元时建。山西省文物局在2020年4月的通报中称，铁梁桥遗构为元、明两代作品。1993年出版的《忻县志》认为现存铁梁桥为明代所建。有人认为栏板上的仕女浮雕体现了唐朝以肥为美的审美观，主张此桥建于唐代。桥栱西侧刻有题记“至元十七年七月□十□日记”，学者认为这是元代重修时留下的题记。此外，桥上的望柱刻有明代重修时捐资人的姓名和重修时间“明嘉靖四十二年岁次癸亥三月”。

## 形制
铁梁桥为单孔平桥，由石条筑成，南北走向，跨度13米，矢高6.3米，宽4.6米。拱券由拱形毛石沿弧线砌出，共有16道并列的拱。东侧的4道拱券曾经坍塌，当地人用水泥、铁丝、木杆等将其固定、复原。桥西壁主孔南侧留有一小拱的痕迹，小拱已被毛石填上。学者推测，此桥原先为敞肩式石桥，主拱上方两侧各有一小拱，后世维修时将其填死。拱券外侧浮雕有龙、马、人鱼、祥云、兽首等图案，券面各石块用腰铁连接固定。桥内纵向穿有两根（有资料称有四根）8厘米见方的铁梁，因此得名铁梁桥。桥上两侧设有栏板和望柱。一侧的栏板已毁，另一侧大致完整。第三次全国文物普查时，尚存有十根望柱、八块栏板。栏板上浮雕有人物、山水、花鸟等图案。
铁梁桥两端各立有两尊石狮。石狮前腿大多已断，由水泥填补。桥南侧立有一根明代风格的盘龙柱，风化严重。学者推测盘龙柱为嘉靖年间重修时添建。

## 保护与破坏
2007年，铁梁桥入选忻州市文物保护单位。铁梁桥一直供乡村交通使用。据山西省文物局通报，修复前桥基础沉降超过30厘米，桥面的石材、栏板与望柱丢失过半，村民利用石块、木柱等材料多次维护此桥，使之不至于坍塌。2019年，忻州市编制了修复方案，按照程序研究、报批、招标，10月初开工修缮，11月底结束施工。根据山西政府采购网上的招标公告，工程预算为157.186438万元人民币，由忻府区政府拨款。工程的《山西省建设工程施工合同》显示，发包单位为忻州市忻府区文物管理所，承包单位为山西省隰县古建筑有限公司，监理单位为山西省古建筑工程监理有限公司，勘察设计单位为山西文保古建设计有限公司。
2020年4月18日，民间建筑爱好者重访铁梁桥时发现此桥已经面目全非。桥顶部原有的构件被移走，换上了全新的石望柱和栏板；桥两侧的石材也全部换上了新的。19日，铁梁桥重修后面目全非的视频在微博等社交媒体上传播。20日，澎湃新闻刊出《独家：元代古桥被破坏性修复，山西文物局介入调查》。铁梁桥问题引起了关注。
2020年4月20日，山西省文物局派出专家组到现场调查。21日，忻州市文物局成立了忻州市文物局铁梁桥文物维修调查组，局长张振邦担任组长。22日，山西省文物局公布了初步调查结果。调查结果称，维修工程采用了落架维修，拆卸过程中对原有构件进行了编号，符合文物维修工序；修复采用了传统工艺，修复后铁梁桥结构稳定，不再是一座危桥；桥梁原有的重要构件基本实现了原位归安；补配的构件与原有构件一致，均为青石，不过新石材与历经风化的老石材颜色、质感相差较大；修复时清理了河道淤积，发现了一些铁梁桥原有配件，进行了展示。山西省文物局辩称，维修工作尚未完工，前一年11月入冬后施工暂停，做旧等工序没有展开。山西省文物局认为，维修的主要问题有：桥两侧的石材、清淤发现的构件未归安原位，而是嵌在了护堤上；补配的望柱、栏板等工艺较粗，颜色、质感同原有构件差别过大。山西省文物局称，已提出整改意见，要求忻州市尽快整改。